# Pityohyphantes pallidus
Pityohyphantes pallidus là một loài nhện trong họ Linyphiidae.
Loài này thuộc chi Pityohyphantes. Pityohyphantes pallidus được Ralph Vary Chamberlin & Wilton Ivie miêu tả năm 1942.